# Р. Дэниел Оливо
Р. Дэниел Оливо (англ. R. Daneel Olivaw) — вымышленный робот, один из основных персонажей цикла Айзека Азимова о Роботах и Основании.
Действует в романах «Стальные пещеры» (1953); «Обнажённое солнце» (1956); «Зеркальное отражение» (1972); «Роботы зари» (1983); «Роботы и Империя» (1985); «Прелюдия к Основанию» (1988) — под именами Четтер Челвик, Эдо Демерзель, Р. Дэниел Оливо; «Путь к Основанию» (1993) — под именами Эдо Демерзель, Р. Дэниел Оливо; «Основание и Земля» (1986).

## История

### Ранний период
Робот, названный Дэниелом Оливо, был создан на Земле в городе Космотаун (англ. Space Town), но его данные были собраны с планеты Аврора, одной из пятидесяти планет Космонитов, возникших в результате первой космической экспансии Землян. Он был создан доктором Хэном Фастольфом при участии доктора Роя Неменни Сартона, который послужил прототипом для телесной оболочки робота. Всего было создано два таких робота; второй из них, Р. Джандер Пэнел, никогда не покидал Аврору. Робот отличался от прочих полностью человекоподобной внешностью и уникальной структурой позитронного мозга, позволяющей имитировать поведение человека.
Вместе с Фастольфом и Сартоном Р. Дэниел Оливо прибыл на Землю для организации социологического эксперимента по воздействию на психологию землян с целью возродить в них тягу к космической экспансии и преодолеть массовую роботофобию. После убийства Сартона в Космотауне Р. Дэниел Оливо расследовал это преступление совместно с нью-йоркским детективом Элайджем Бейли. В ходе этого расследования Р. Дэниел Оливо начал изучать человеческую психологию, а Бейли начал испытывать к нему дружеские чувства.
Через несколько лет Р. Дэниел Оливо по заданию правительства Авроры совместно с Бейли расследовал убийство Рикэна Дельмара на Солярии. Затем, опять в партнёрстве с Бейли, он участвовал в расследовании «роботоубийства» своего двойника, Р. Джандера Пэнела, на Авроре в доме Глэдии Дельмар. В это время Дэниел состоял в штате доктора Фастольфа вместе с другим роботом, Р. Жискаром Ривентловом, обладавшим уникальной и тщательно скрываемой им способностью к управлению психикой людей и других роботов. Позднее по завещанию Фастольфа Дэниел и Жискар перешли в собственность Глэдии Дельмар.
Спустя 160 лет оба робота совершили путешествие вместе со своей хозяйкой на Солярию, Бейли-Мир и Землю. В ходе этого путешествия они сформулировали «Нулевой закон роботехники». Не выдержав требований этого закона, Жискар прекратил функционировать, успев перед этим перепрограммировать Дэниела, передав ему свои ментальные способности и внедрив в него Нулевой закон.

### Период Первой Империи и Основания
О последующем длительном периоде существования Р. Дэниела Оливо известно немного. В течение всего периода существования «Империи Трантора» Дэниел скрывал своё существование от людей (которые почти полностью забыли о роботах), время от времени меняя имена и внешность, иногда занимая важные государственные посты (например, советник императора Эдо Демерзель). Основным местом его пребывания была потайная база на Луне, населённая подчинявшимися ему человекоподобными роботами, которых он использовал для выполнения различных задач. На протяжении около 20 000 лет все детали робота неоднократно заменялись, а позитронный мозг заменялся более совершенной моделью 5 раз.
В отсутствие чётких критериев вреда и пользы для человечества применять Нулевой закон представлялось невозможным, поэтому Р. Дэниел Оливо, по-видимому, ограничивался локальными воздействиями с ясными положительными последствиями (в частности, организация кампании помощи жителям радиоактивной Земли, последующая эвакуация населения с погибающей планеты). Кроме того, в этот же период Дэниел начал реализовывать проект по созданию Геи — планеты как коллективного существа с объединённым сознанием.
Так продолжалось вплоть до знакомства с Хари Селдоном, который вплотную подошел к возможности разработки психоисторической теории, предсказанной ещё Р. Жискаром Ривентловом за 12 тысяч лет до этого. Практическая разработка психоистории позволила бы однозначно ответить на вопрос о применимости Нулевого закона, и Дэниел, занимавший в этот период под именем Эдо Демерзеля должность первого министра при императоре Клеоне I, сумел убедить Селдона, что его работа представляет практическую ценность для преодоления последствий грядущего падения Империи. Он оказал Селдону помощь на раннем периоде разработки теории, при этом Селдон, исследовавший исторические предания, сумел раскрыть его инкогнито. Впоследствии Р. Дэниел Оливо принимал участие в мероприятиях по разработке плана Селдона и созданию Оснований.
В период падения Империи и возвышения Оснований Дэниел контролировал процессы развития Геи и Оснований. Последними людьми Основания, видевшими Р. Дэниела Оливо, были советник Основания Голан Тревиз и учёный-историк Янов Пилорат. Дэниел организовал их появление на Луне вместе с солярианским ребёнком и представительницей Геи, так как убедился, что дальнейшее усовершенствование позитронного мозга невозможно, и решил соединить свой мозг с мозгом ребёнка с Солярии, единственной из пятидесяти планет Космонитов, на которой сохранилось население, к тому времени совершенно изменившее себя генетически.

## В кинематографе
Роль Р. Дэниела Оливо исполнили
- Джон Карсон (англ. John Carson) — эпизод в телесериале англ. Story Parade (1964)
- Дэвид Коллингс (англ. David Collings) — два эпизода телесериала англ. Out of the Unknown (1966—1969)
- Георгий Васильев — фильм-спектакль «Последняя альтернатива» (1978)
- Брент Барретт (англ. Brent Barrett) — Роботы (1988)
- Лаура Бирн (англ. Laura Birn) — Основание (2021) как "Демерзель".[3].